# Peterloo-Massaker

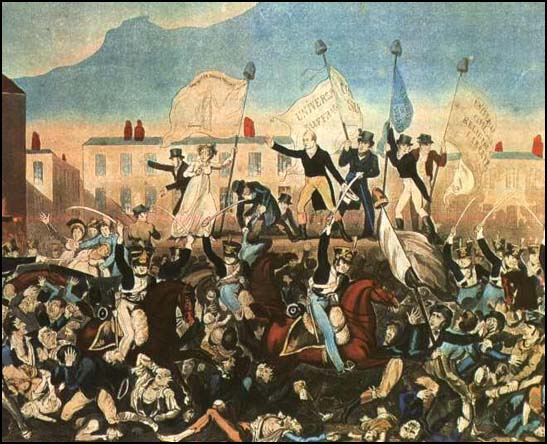
Druck des Peterloo-Massakers, veröffentlicht von Richard Carlile

Bei dem Peterloo-Massaker auf dem St. Peter’s Field bei Manchester am 16. August 1819 wurden fünfzehn Menschen getötet und über 650 verletzt. Es war das Ergebnis einer Kavallerieattacke auf eine friedliche Protestkundgebung gegen die Corn Laws.

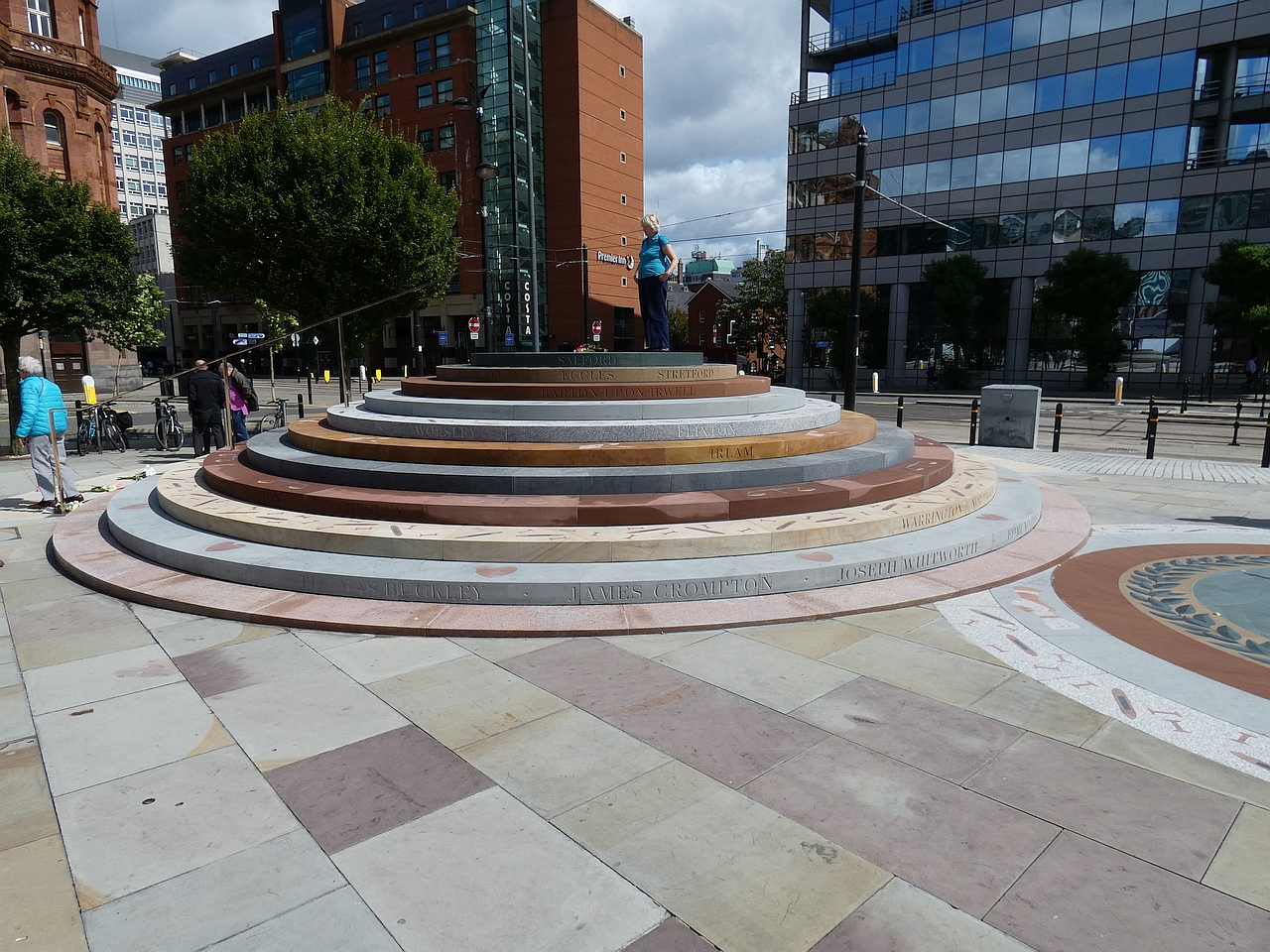
Denkmal für die bei dem Massaker getöteten Menschen

## Hergang
Die Kundgebung war von der Manchester Patriotic Union Society organisiert worden, um gegen die Getreidezölle und für eine Parlamentsreform zu demonstrieren. Die Sprecher waren unter anderen Richard Carlile, John Cartwright und Henry Hunt.
Die Zahl der Demonstranten betrug nach damaligen Schätzungen zwischen 30.000 und 150.000, neuere Schätzungen engen dies auf eine Zahl zwischen 60.000 und 80.000 ein. Die Hauptsprecher trafen nach 13:00 Uhr ein, Henry Hunt sollte um 13:20 Uhr sprechen. Doch die lokalen Behörden beschlossen die Versammlung um 13:30 aufzulösen und die Anführer zu verhaften. Dafür waren 600 Husaren, 120 Yeomanry-Kavalleristen und zwei Sechspfünder-Kanonen sowie mehrere hundert Infanteristen und Polizisten bereitgestellt. 120 Kavalleristen drangen mit gezogenem Säbel auf die Menge ein, um zu den Rednern durchzudringen. Henry Hunt, Joseph Johnson und mehrere andere Personen, darunter Journalisten, wurden verhaftet. Als die Menge Widerstand leistete, griffen die Husaren ein. Dabei kam es zu 15 Toten und rund 600 Verletzten, die zerquetscht und mit gebrochenen Gliedern, getroffen von Säbelhieben und Schlagstöcken, getreten von Pferdehufen auf dem Platz verteilt waren.  Das gesamte Massaker dauerte nicht einmal 15 Minuten.

## Folgen
Die Presse reagierte empört. James Wroe vom Manchester Observer prägte das Schlagwort „Peterloo-Massaker“ in Anlehnung an die Schlacht von Waterloo, in der die Soldaten des Kavallerie-Regiments sich einer Tapferkeitsmedaille verdient gemacht hatten. Die beiden Journalisten der Londoner The Times John Edward Taylor und John Tyas kritisierten heftig die Reaktion der britischen Regierung unter Lord Liverpool. Der als Redner vorgesehene Richard Carlile konnte einer Verhaftung entgehen und berichtete in seinem Organ, dem Sherwin’s Political Register. Wroe und Carlile wurden später wegen Veröffentlichung ihrer Berichte verhaftet.
Die lokalen Behörden wurden vom Innenminister Henry Addington, 1. Viscount Sidmouth für ihr Vorgehen gelobt.
Die Empörung über diesen Vorgang brachte der Protestbewegung großen Zulauf.

## Film
Die Ereignisse stehen im Mittelpunkt des Films Peterloo aus dem Jahr 2018; Mike Leigh führte Regie.

## Poesie
- Percy Bysshe Shelley: The Mask of Anarchy. A Poem, 1819 (Reaktion auf das Massaker in Gedichtform; 84 vier- und 8 fünfzeilige Strophen). Digitalisat mit Begleittext von 1978